# Correns
Correns – miejscowość i gmina we Francji, w regionie Prowansja-Alpy-Lazurowe Wybrzeże, w departamencie Var.
Według danych na rok 1990 gminę zamieszkiwało 569 osób, a gęstość zaludnienia wynosiła 15 osób/km² (wśród 963 gmin regionu Prowansja-Alpy-W. Lazurowe Correns plasuje się na 465. miejscu pod względem liczby ludności, natomiast pod względem powierzchni na miejscu 231.).